# Pseudosetipinna haizhouensis
Pseudosetipinna haizhouensis är en fiskart som beskrevs av Peng och Zhao, 1988. Pseudosetipinna haizhouensis ingår i släktet Pseudosetipinna och familjen Engraulidae. Inga underarter finns listade i Catalogue of Life.